# Vitale I Michiel
Vitale I Michiel o Michele (XI secolo – 1102) fu il 33º doge della Repubblica di Venezia.

## Biografia
Apparteneva a una delle dodici famiglie cosiddette apostoliche ed era sposato con Felicia Corner. Quando Urbano II indisse la prima crociata, Vitale I Michiel inizialmente non concesse l'adesione di Venezia, forse perché non intravedeva i vantaggi di una simile spedizione. Il capo della crociata Goffredo di Buglione partì con un seguito di 120 navi pisane, una scorta genovese e milizie provenienti dai quattro angoli del vecchio continente. Il doge comprese allora l'importanza e la portata economica di questa guerra d'occupazione, non tanto per la conquista di territori quanto per non lasciare vantaggi commerciali alle altre repubbliche marinare: nel luglio del 1099 salparono perciò da Venezia ben 207 navi per appoggiare la crociata. Il comando della flotta fu affidato congiuntamente al figlio del doge, Giovanni Vitale, ed al Vescovo dell'Olivolo di Castello, Enrico Contarini.
A dicembre dello stesso anno, a Rodi, la flotta veneziana intercettò navi pisane e le affondò. Nella primavera del 1100 la flotta veneziana si diresse verso le coste della terrasanta, dove nel frattempo Goffredo di Buglione aveva preso Gerusalemme ma, privato della flotta pisana, era impossibilitato a ricevere aiuti e fu costretto a scendere a patti con i veneziani. Venezia concesse i suoi servizi, ottenendo in cambio la possibilità di avere in ogni territorio o città conquistata un proprio quartiere non soggetto a dazi, tasse o gabelle. Ben presto caddero Haifa, Giaffa, Mira ed i territori della Siria costiera. Da Mira vennero asportate alcune reliquie di San Nicolò.
In Italia Vitale I Michiel, intercedendo a favore di Matilde di Toscana per l'acquisto di Ferrara, ottenne ulteriori concessioni commerciali.
Morì nella primavera del 1102 e fu sepolto accanto alla moglie, nel loggiato della basilica di San Marco.